# Edmund Elend
Edmund Elend (geboren am 11. März 1881 in Jutroschin, Kreis Rawitsch, Provinz Posen; gestorben am 13. Januar 1933 in Berlin-Tempelhof) war ein deutscher Kaufmann und Kaufhausbesitzer.

## Leben
Edmund Elend wurde am 11. März 1881 in Jutroschin im Kreis Rawitsch in der Provinz Posen (heute Jutrosin in der Woiwodschaft Großpolen in Polen) in eine jüdische Familie geboren. Sein Vater war der Kaufmann Louis Elend (1844–1927) und seine Mutter Philippine geb. Samuelis (1845–1912). 
Er hatte fünf Geschwister, sie waren Philipp Elend (1870–1939), Jette Elend (verh. Goldstein, 1871–1934), Hulda Elend (verh. Goldstein, 1874–1939), Adeline Elend (verh. Bukofzer 1876–1913) und Hedwig Elend (verh. Elend, 1883–1976).
Am 27. April 1911 hat er in Posen seine Verlobte Clara Engländer (1884–1949) geheiratet. Das erste gemeinsame Kind, der Sohn Hermann, wurde 1912 in Tempelhof geboren. 1914 wurde ebenfalls dort die Tochter Käthe Hanna und 1920 die Tochter Lotte geboren.
Am 13. Januar 1933 beging Edmund Elend Suizid, er erschoss sich im Alter von nur 51 Jahren in den Räumen seines Kaufhauses Tempelhof.
Edmund Elend wurde am 16. Januar 1933 auf dem Jüdischen Friedhof Weißensee beerdigt, die Trauerrede hielt der Rabbiner Malwin Warschauer.
Clara Elend ging danach in die Schweiz, aus Genf wanderte sie über Triest Mitte April 1935 nach Haifa in das britische Mandatsgebiet Palästina aus. 
Clara starb am 27. Oktober 1949 im Alter von 65 Jahren in Haifa, Israel. Sie wurde auf dem Hof Hacarmel Cemetery in Haifa beerdigt.

## Kaufhaus Tempelhof

Das Kaufhaus Tempelhof von Edmund Elend an der Berliner Straße / Kaiserin-Augusta-Straße, Ansichtskarte gelaufen 1918

Edmund Elend gründete 1907 in Berlin die Kaufhaus Tempelhof GmbH und nachweisbar betrieb er ab 1908 sein erstes Geschäft, das Kaufhaus Tempelhof in der Berliner Straße 74 (heute Tempelhofer Damm) in Tempelhof. Dieses befand sich im Erdgeschoss eines Wohnhauses Ecke Friedrich-Wilhelm-Straße.
1913 ließ er ein eigenes großes Kaufhaus an der Berliner Straße 126 Ecke Kaiserin-Augusta-Straße 6–7 errichten. Architekt war Siegfried Weile, Umbauten und ein Neubau in der Kaiserin-Augusta-Straße im Jahr 1926 wurden von Adolf Sommerfeld ausgeführt. Siegfried Weile (1885–1942) war der Sohn des Maurermeisters Samuel Weile. Er betrieb als Architekt und Regierungsbaumeister ein Büro in Berlin-Charlottenburg und flüchtete 1939 nach Belgien, von wo er 1942 in das KZ Auschwitz deportiert wurde, seitdem gilt er als verschollen.
Das Kaufhaus Tempelhof nahm im gleichnamigen Vorort von Berlin (bis 1920 zum Landkreis Teltow gehörend) eine sehr prominente Position ein, es gab nichts Vergleichbares in den Berliner Vororten, auch wenn es nicht mit den großen Warenhäusern von Hermann Tietz oder dem Wertheim-Konzern im Zentrum von Berlin verglichen werden konnte.
Am 20. April 1930 erschien im Vorwärts ein Artikel, der über die Entlassung von Angestellten berichtete, die die Wahl eines Betriebsrats vorbereiten wollten. Die Kündigungen mussten zurückgenommen werden.
Spätestens im August 1931 geriet das Kaufhaus Tempelhof in wirtschaftliche Schwierigkeiten, es musste Konkurs angemeldet werden. Am 9. Oktober 1931 wurde wiederum im Vorwärts darüber berichtet, dass allen Angestellten gekündigt worden war. Ob dieser Konkurs nur mit der Wirtschaftskrise der 1930er Jahre zu tun hatte, oder auch dem zunehmenden Antisemitismus durch die Wahlerfolge der NSDAP, ist nicht bekannt, aber sehr gut vorstellbar.

## Arisierung
Nach 1933 wurde das Kaufhaus Tempelhof arisiert, bereits 1934 befand sich stattdessen die „Sera“ Kleinpreis-Kaufhaus GmbH als Mieter an seiner Stelle auf dem Grundstück, ab 1937 auch als Eigentümer. Es finden sich zeitgenössische Ansichts- und Werbepostkarten mit diesem Namen und der Abbildung des Kaufhauses.
Die von Siegfried Weile für Edmund Elend in den Jahren 1925–1926 in der Albrechtstraße 118–121 errichtete herrschaftliche Villa kam nach seinem Tod im Jahr in Zwangsverwaltung und wechselte 1937 zu unbekannten Bedingungen den Eigentümer, die neue Besitzerin Wilhelmine Meyer war nichtjüdisch. 1934 stand Wilhelm Meyer, der mit der Rotadruck Wilhelm Meyer K.G. in der Alexandrinenstraße 110 eine Buchdruckerei betrieb, als Mieter in der Berliner Straße 126, ebenso auch Clara Elend. Das Haus wurde wahrscheinlich im Zweiten Weltkrieg durch einen alliierten Luftangriff zerstört, nach 1945 wurde dazu seitens der Familie Elend oder der JRSO keine Klage auf Wiedergutmachung gestellt.
Für das Grundstück vom Kaufhaus Tempelhof in der Berliner Straße 126 Ecke Kaiserin-Augusta-Straße 6–7 und das Grundstück mit Wohnhaus in der Attilastraße 179 stellte die JRSO im Jahr 1951 Klagen auf Wiedergutmachung, der Ausgang der Klagen ist nicht bekannt.

## Kaufhaus Walden Tempelhof ab 1950
Das Kaufhaus Tempelhof firmierte nach Kriegsende ab 1950 bis Anfang 1967 unter dem Namen „Kaufhaus Walden“. An der Außenfassade war der Schriftzug C. Walden angebracht. 
Besitzer war der Kaufmann Carl Walden. In welchem Zusammenhang er zur „Sera“ Kleinpreis-Kaufhaus GmbH stand, also wie er in Besitz des Kaufhauses gekommen ist, ist unbekannt. Carl Walden war vor dem Krieg ein bekannter Fußballer, nach dem Krieg war er im BFC Preußen 1. Vorsitzender und starb 1964.

## Kaufhaus Karstadt Tempelhof ab 1967
1967 übernahm die Karstadt AG das „Kaufhaus Walden“. Im Januar 1978 berichtete der Berliner Tagesspiegel darüber, dass Karstadt das Kaufhaus an der Ecke Kaiserin-Augusta-Straße/Tempelhofer Damm abreißen wollte, um einen Neubau samt Parkhaus zu errichten.
Das Kaufhaus Tempelhof wurde Anfang der 1980er Jahre von Karstadt abgerissen, neu erbaut und erweitert. Die Fassade des ehemaligen Kaufhauses Tempelhof wurde als Auflage des Denkmalschutzes historisierend wieder aufgebaut. In diesem Zusammenhang wurde auch das nördlich gelegene Wohnhaus abgerissen, um den Neubau erweitern zu können.
Im Jahr 2014 gab es Befürchtungen, dass Karstadt den Standort schließen würde. 2020 stand der Standort in Tempelhof wieder auf der Liste von Standorten von Karstadt, die geschlossen werden sollten, wurde aber auf Grund von Protesten und weiteren Zusagen durch die Regierung von Berlin von der Schließung ausgenommen (zumindest für eine Frist von fünf Jahren).
Am 1. April 2024 wurde das Insolvenzverfahren über Galeria Karstadt Kaufhof GmbH eröffnet, dadurch wurde in Berlin auch der Standort in Tempelhof-Schöneberg im August 2024 geschlossen.

## Ehrungen
Im Bezirk Tempelhof-Schöneberg oder dem Ortsteil Tempelhof wird heute weder an das Leben und Wirken von Edmund Elend erinnert, noch an seine Familie.
Edmund Elend wird im Gedenkbuch des Bundesarchivs als Opfer der Verfolgung der Juden unter der nationalsozialistischen Gewaltherrschaft in Deutschland 1933–1945 aufgeführt.
2024 zeigte eine Ausstellung im Gemeindehaus der Glaubenskirche in Tempelhof die Spurensuche einer Konfirmandengruppe zur Geschichte der Kaufmannsfamilie Elend.